# Luna caliente
Pour plus de détails, voir Fiche technique et Distribution.
Luna caliente est un film dramatique espagnol réalisé par Vicente Aranda et sorti en 2009.
Le film est une adaptation du roman éponyme de l'auteur argentin Mempo Giardinelli. Alors que le livre se déroule pendant la dictature militaire (1976-1983) en Argentine, Aranda situe l'histoire en Espagne pendant le procès de Burgos en 1970, qui a entraîné certaines des dernières condamnations à mort en Espagne sous le régime de Francos. L'intrigue est centrée sur un viol qui change la vie de l'agresseur et de sa victime. Le film est présenté en octobre 2009 au Festival international du film de Valladolid et sort en 2010 dans les cinémas espagnols.

## Synopsis
À l'automne 1970, Juan, un poète espagnol vivant à Paris et travaillant pour l'UNESCO, retourne en vacances dans sa ville natale, Burgos. La ville est sous haute surveillance policière et militaire en raison de ce que l'on appelle le procès de Burgos, un procès militaire sommaire contre un groupe de membres de l'ETA et d'autres militants contre le régime de Francisco Franco.
Lors de sa première nuit à Burgos, Juan dîne avec le docteur Miniente, un ancien collègue et ami de la famille qui vit dans la banlieue de la ville avec sa femme Antonia et leur fille unique Ramona. Le Dr Miniente est un sympathisant des militants antifascistes, Juan est plus intéressé par Ramona, qui a dix-huit ans et flirte sans vergogne avec lui. Une fois le dîner terminé, Juan est prêt à partir, mais il ne parvient pas à démarrer sa voiture de location. Le docteur Miniante l'invite à passer la nuit chez lui. Encouragé par les signaux de Ramona, Juan accepte. Cependant, une fois au lit, il n'arrive pas à s'endormir en pensant à Ramona et se dirige vers sa chambre. Elle n'est pas surprise de le voir et il prend sa première réaction favorable comme une invitation à aller plus loin. Mais elle se met à résister et Juan la viole. Comme la mère de Ramona dort profondément et que son père est ivre, personne n'entend ses appels à l'aide.
Juan, qui croit avoir tué la jeune fille, est effrayé et tente de quitter la maison lorsqu'il est surpris par son hôte, qui ne sait rien de ce qui s'est passé et qui, ivre, veut l'emmener avec lui dans une maison close voisine. Juan est incapable de résister à l'insistance du Dr Miniente une fois qu'il est dans la voiture et accepte à contrecœur de le conduire dans une maison close. À un moment donné, ils sont arrêtés et interrogés par des gardes civils, mais ils sont autorisés à poursuivre leur chemin. Le Dr Miniente insiste pour faire la fête alors que le soleil est déjà levé. Une violente dispute entre les deux hommes se termine par le fait que Juan, désespéré, frappe brutalement son ami fortement alcoolisé. Juan conduit la voiture sur le côté d'un pont, place son ami au volant et fait tomber la voiture dans la rivière.
Au petit matin, Juan retourne chez sa mère en faisant de l'auto-stop. Sa sœur Cristina, membre secret du parti communiste clandestin, suit les nouvelles du procès militaire contre les membres de l'ETA. Ramona cherche Juan. Il s'excuse mais elle ne regrette pas ce qui s'est passé. Elle dit qu'elle n'a pas été blessée et qu'elle est amoureuse de lui. Pendant ce temps, la mère de Ramona cherche frénétiquement son mari. Parallèlement, un commissaire de police, qui ne croit pas que la mort du médecin soit un accident, commence à enquêter. Juan est lourdement interrogé en tant que principal suspect et est presque forcé d'avouer, mais il est sauvé par Ramona qui lui fournit un alibi. Parallèlement, la sœur de Juan, engagée dans la lutte contre Franco, a réussi à obtenir des images secrètes du procès de Burgos et cherche à se cacher et à quitter l'Espagne.

## Fiche technique
- Titre original espagnol : Luna caliente[3]
- Réalisation : Vicente Aranda
- Scénario : Vicente Aranda d'après un roman homonyme de Juan Marsé
- Photographie : Joaquín Manchado
- Montage : Teresa Font
- Musique : José Nieto
- Décors : Josep Rosell, Alejandra Loiseau
- Production : Vicente Aranda, Rodolfo Montero de Palacio
- Société de production : Cre-Acción Film, Viviana Films
- Pays de production :  Espagne
- Langue originale : espagnol
- Format : couleurs
- Durée : 93 minutes
- Genre : Drame
- Dates de sortie :
  - Espagne : 30 octobre 2009 (Festival du film de Valladolid) ; 5 février 2010 (sortie nationale)

## Distribution
- Eduard Fernández : Juan
- Thaïs Blume (es) : Ramona
- Emilio Gutiérrez Caba : Dr. Miniente
- José Coronado : le commissaire
- Héctor Colomé : le militaire
- Mary Carmen Ramírez : la mère de Juan
- Carla Sánchez : Cristina
- Empar Ferrer : Antonia